# 西部南极洲

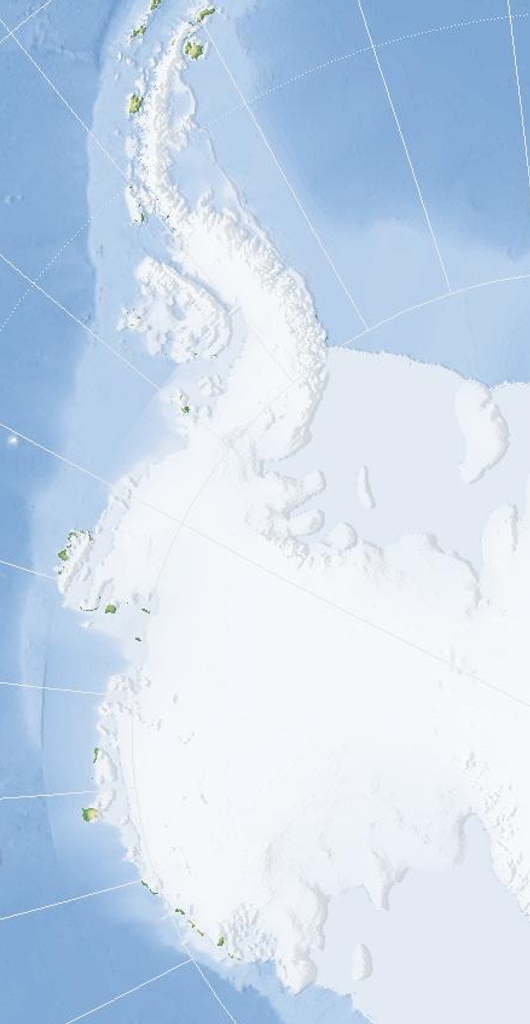
西部南极洲。

西部南极洲是指南极洲横贯南极山脉靠近太平洋的一侧地区，包括南极半岛，埃尔斯沃斯地，玛丽·伯德地以及威德尔海的龙尼-菲尔希纳冰架和罗斯海的罗斯冰架等地区。大部分位于西半球。
79°S 100°W / 79°S 100°W